# Tapinoma acuminatum
Tapinoma acuminatum este o specie de furnici din genul Tapinoma. Descrisă de  Forel în 1907, specia este endemică la Kenya.